# Mound City (Dacota do Sul)
Mound City é uma cidade localizada no estado norte-americano de Dacota do Sul, no Condado de Campbell.

## Demografia
Segundo o censo norte-americano de 2000, a sua população era de 84 habitantes.
Em 2006, foi estimada uma população de 71, um decréscimo de 13 (-15.5%).

## Geografia
De acordo com o United States Census Bureau tem uma área de
0,3 km², dos quais 0,3 km² cobertos por terra e 0,0 km² cobertos por água.

## Localidades na vizinhança
O diagrama seguinte representa as localidades num raio de 28 km ao redor de Mound City.